# Delphinium occidentale
Delphinium occidentale är en ranunkelväxtart som beskrevs av S. Wats. och Thomas Coulter. Delphinium occidentale ingår i släktet storriddarsporrar, och familjen ranunkelväxter. Inga underarter finns listade i Catalogue of Life.